# Sándor Puhl
Dans le nom hongrois Puhl Sándor, le nom de famille précède le prénom, mais cet article utilise l’ordre habituel en français Sándor Puhl, où le prénom précède le nom.
Sándor Puhl, né le 14 juillet 1955 et mort le 20 mai 2021, est un ancien arbitre de football international hongrois.
Au cours de sa carrière, il a été retenu arbitre lors de la Coupe du monde 1994 (notamment la finale entre le Brésil et l'Italie), aux éditions 1992 et 1996 du championnat d'Europe, ainsi qu'en finale de la Ligue des champions 1997.

## Matchs arbitrés dans les grandes compétitions
| Date | Compétition                | Tour            | Match                           | Score              |
| 1992 | Euro 1992                  | 1er tour        | Angleterre - France             | 0 - 0              |
| 1993 | Coupe Artemio-Franchi 1993 | Finale          | Argentine - Danemark            | 1 - 1 (t.a.b. 5-4) |
| 1994 | Coupe du monde 1994        | 1er tour        | Suède - Brésil                  | 1 - 1              |
| 1994 | Coupe du monde 1994        | 1er tour        | Norvège - Mexique               | 1 - 0              |
| 1994 | Coupe du monde 1994        | Quart-de-finale | Italie - Espagne                | 2 - 1              |
| 1994 | Coupe du monde 1994        | Finale          | Brésil - Italie                 | 0 - 0 (t.a.b. 3-2) |
| 1996 | Euro 1996                  | 1er tour        | Portugal - Turquie              | 1 - 0              |
| 1996 | Euro 1996                  | Demi-finale     | Allemagne - Angleterre          | 1 - 1 (t.a.b. 6-5) |
| 1997 | Ligue des champions 1997   | Finale          | Borussia Dortmund - Juventus FC | 3 - 1              |

## Distinctions personnelles
- Élu meilleur arbitre du monde par l'IFFHS : 1994, 1995, 1996 et 1997.